# Giorgio Morelli (rugbista)
Giorgio Morelli (L'Aquila, 18 aprile 1954) è un ex rugbista a 15 italiano, in carriera tallonatore nell’Aquila Rugby e internazionale per l’Italia.

## Biografia

### Giocatore
Tallonatore, esordì nella prima squadra dell'Aquila nel 1972, vincendo subito la Coppa Italia; per anni, insieme a giocatori internazionali come Ghizzoni, Cucchiella, Mascioletti e, in seguito, anche Bottacchiari, Colella e Pietrosanti, formò l'ossatura della squadra capace di vincere due volte di seguito lo scudetto nei primi anni ottanta e di proporsi ai vertici del campionato, nonché di fornire numerosi giocatori di rilievo alla nazionale.
Nei 18 anni in maglia nero-verde, Morelli vinse due scudetti e un'ulteriore Coppa Italia oltre quella citata; esordì in nazionale nel 1975, contro la Francia A1; non fu riconvocato che sette anni più tardi, nel 1982, per il suo secondo incontro (stesso avversario).
Il primo full international fu nell'aprile 1982 contro la Romania.
Partecipò alla Coppa del Mondo di rugby 1987 in Australia e Nuova Zelanda, chiudendo la sua carriera internazionale contro gli All Blacks ad Auckland, trovandosi come avversario in prima linea il tallonatore Sean Fitzpatrick.
Laureatosi in ingegneria, chiuse la carriera agonistica nel 1990.

### Dopo il ritiro
Sovente presenzia a eventi organizzati dal club aquilano, come per esempio la consegna delle maglie ai giocatori prima degli incontri, affidato a grandi nomi del passato della squadra.
Nel febbraio 2016 è stato eletto presidente del comitato regionale abruzzese della Federazione Italiana Rugby (FIR).
Nel marzo 2021 è stato eletto consigliere federale della FIR. Il 9 aprile 2021, con votazione unanime del consiglio federale, è eletto vicepresidente con funzioni vicarie della FIR; dall'estate 2021, ricopre inoltre il ruolo di capo delegazione della nazionale italiana di rugby.

## Palmarès
- Campionati italiani: 2
L'Aquila: 1980-81; 1981-82

- Coppe Italia: 2
L'Aquila: 1972-73; 1980-81